# Виктор Астафиев
Виктор Петрович Астафиев (1 май 1924 г., село Овсянка, провинция Енисей, СССР – 29 ноември 2001 г., Красноярск, Русия) е руски писател, есеист, драматург, и сценарист. Герой на социалистическия труд (1989). Кавалер на ордена на Ленин (1989). Лауреат на две държавни награди на СССР (1978, 1991), Държавната награда на РСФСР на името на В. И. М. Горки (1975) и две държавни награди на Руската федерация (1995, 2003 – посмъртно). Член на Съюза на писателите на СССР. Участник е във Великата отечествена война.

## Биография
Виктор Петрович Астафиев е роден на 1 май (по други сведения – на 2 май) 1924 г. в село Овсянка в семейството на Пьотър Павлович Астафиев (1901 – 1979) и Лидя Илинична Потилицина (1902 – 1931). Той е третото дете в семейството, но двете му по-големи сестри починали малки. Няколко години след рождението на сина си, Пьотър Астафиев е осъден на лишаване от свобода за вредителство. През 1931 г. по време на поредното пътуване на Лидия Илинична при мъжа и, лодката, в която заедно с други се намирала и тя, се преобръща. Лидия Илинична пада във водата и се удавя. Виктор тогава е на седем години. След освобождението си от затвора бащата на Виктор се жени отново, а семейството се мести в град Игарка в Красноярски край. Когато бащата на Виктор попада в болница, семейството го изоставя и той се оказва буквално на улицата. Няколко месеца живее в изоставени сгради, обаче след сериозна простъпка в училище е настанен в детски дом.
Завършвайки обучение във фабрично-заводска школа, работи на станция Енисей като прикачвач и съставител на влакове и дежурен по гара.
През 1942 г. той се явява доброволец на фронта, въпреки факта, че е отложен като железничар. Призован е от съветския военен комисариат на Красноярския край. Получава военно обучение в учебна автомобилна част в Новосибирск. През пролетта на 1943 г. е изпратен в действащата армия. Той е шофьор и свързочник на 92-ра артилерийска бригада с тежка гаубица на 17-и артилерийски дивизион в дивизията от Резерва на Главното командване, след като бива тежко ранен (сътресение). В края на войната, той служи във вътрешните войски в Западна Украйна. На 14 март 1945 г. от евакуационната болница № 5438 пристига в 15-а резервна стрелкова дивизия, след това във военно-транзитния пункт в Краснодар и оттам заминава за Полтавската школа за щурмани.
- Река Енисей
- Пешеходната пътека на Астафиев води до река Енисей (Овсянка, Красноярски край)
- Икони в къщата на бабата Астафиев
- Сградата на библиотеката-музей в Овсянка
- Печката в дома на бабата на Астафиев в Овсянка

Демобилизиран е със звание „войник от Червената армия“ през 1945 г. и заминава за Урал, в гр. Чусовой, Пермски край където работи като ключар, помощен работник, учител, дежурен на гарата, склададжия. През същата година се жени за Мария Семьоновна Корякина.
От 1951 г. работи в редакцията на вестник „Чусовская рабочи“, където за първи път публикува своя разказ – „Цивилен човек“. Пише доклади, статии, истории. Първата му книга „До следващата пролет“ е публикувана в град Молотов (сега Перм) през 1953 г.
През 1958 г. Астафиев е приет в Съюза на писателите на СССР.
През 1959 – 1961 г. учи във Висшите литературни курсове в Москва.
През 1962 г. Астафиев се премества в Перм, през 1969 г. във Вологда, а през 1980 г. заминава за родината си, в Красноярск.
От 1989 до 1991 г. Астафиев е народен депутат на СССР .
През октомври 1990 г. той подписва „Римския апел“ на участниците в конференцията „Национални проблеми в СССР: обновяване или гражданска война?“.
На 5 октомври 1993 г. подписът на Астафиев се появява в „Писмото на 42-та“ в подкрепа на насилственото разпръскване на Конгреса на народните депутати и Върховния съвет на Русия. Според поета Юрий Кублановски Астафьев заявява, че подписът му е поставен без негово желание.

## Творчество
Важните теми от творчеството на Астафиев са военно-патриотични или селски. Една от първите му творби е есе, написано в училище, което в бъдеще е превърнато от писателя в разказа „Васюткинското езеро“. Първите разкази на автора са публикувани във вестник „Чушовская рабочая“. Ранните разкази на Астафиев „Стародуб“, „Звездопад“ и „Проход“ предизвикват вниманието на критиците. Едуард Кузмин в списание „Нов мир“ отбелязва, че те се характеризират със „сурова, тромава грапавост на звука, неравномерност, грапавост на детайлите и образи“ и „оживен смисъл на думата, свежест на възприятието, остро око“.
Разказният стил на Астафиев предава възглед за войната на обикновен войник или младши офицер. В своите произведения той създава литературния образ на обикновен работник-воин или безличен командир на взвод, на когото се крепи цялата армия и на който в резултат на усилията „всички кучета са обесени“, всички грехове се отписват, които са заобиколени от награди, но наказанието се получава и то в изобилие. Този наполовина автобиографичен, наполовина колективен образ на фронтови войник, живеещ един и същ живот със своите другари и свикнал спокойно да гледа смъртта в очите, Астафьев до голяма степен копира от себе си и от своите фронтови приятели, противопоставяйки го на образа на войници от тила, много от които са живели по време на войната в относително безопасна зона и към които писателят изпитва най-дълбоко презрение до края на дните си.
Суровото, на ръба на цензурата, изображение на горчивите и грозни страни на живота е характерно и за произведенията на Астафиев отнасящи се за времето на мирния живот. Той е един от първите, които споменават в печата (в „Кражба“, „Последният поклон“) за „гладната“ 1933 г., пише за юношеската жестокост, криминализирането на съветското общество както в предвоенния период, така и при „развития“ социализъм ", за присъствието в него на обширна маргинална прослойка, която вегетира в тъмнина, насилие и самоунищожение, за неуредената култура и дребнавост на житейските цели на „градските“ и „учените“. В разказа „Цар-риба“ и в разказа „Няма достатъчно сърце“ авторът пише за завладяването на Сибир през ХХ век. Творбата описва живота на затворниците в трудовите лагери, жестокото отношение към хората от страна на началниците на строежите в тези лагери.
Виктор Астафиев не се страхува да споменава творбите на Александър Солженицин. По-специално авторът пише за „Раковото отделение“ и „В първия кръг“.
„Смятам за унизително за себе си, бивш войник и руски писател, да чета под завивките, да критикувам властите на ушенце, да показвам кукиш в джоба си, така че не използвам никакви „Ами и ...“, Дори не слушам радио през нощта.“ – казано в „Няма достатъчно сърце“.
Повечето от лиричните и автобиографични разкази (за сибирско село през 30-те години), написани от Астафиев за деца и юноши, са включени в сборника „Последният поклон“.
Книгите на Астафиев са популярни в СССР и в чужбина заради оживения си литературен език и реалистично изобразяване на военния и селския живот и поради това са преведени на много езици по света.

## Издания

### Романи
- „До будущей весны“ – 1953
- „Тают снега“ – 1958
- „Синие сумерки“
- „Прокляты и убиты“ – 1995[5][6]

### Повести
- „Ангел-хранитель“ – 1968
- „Перевал“ – 1958
- „Стародуб“ – 1960
- „Звездопад“ – (1960, 1973)
- „Кража“ – (1966)
- „Где-то гремит война“ – 1967
- „Последний поклон“ – 968
- „Слякотная осень“ – 1970
- „Царь-рыба“ – 1976 [14]
- „Ловля пескарей в Грузии“ – 1984
- „Печальный детектив“ ((en)) – 1987
- „Так хочется жить“ – 1995
- „Обертон“ – 1995 – 1996
- „Фотография, на которой меня нет“ – 1968
- „Из тихого света“ – (1961, 1975, 1992, 1997) (опит за изповед)
- „Весёлый солдат“ – 1998
- „Васюткино озеро“
- „Стрижонок Скрип“
- „Зачем я убил коростеля?“
- „Бабушка с малиной“
- „Гуси в полынье“
- „Без приюта“

### Съвременна пасторална проза
- „Пастух и пастушка“ – (1967, 1971, 1989)
- „Людочка“ – 1987
- „Конь с розовой гривой“ (една от главите в повестта „Последний поклон“) – 1968

### Пиеси
- „Прости меня“ – 1980

### Екранизации
- „Сюда не залетали чайки“, реж. Булат Мансуров – 1977
- „Таёжная повесть“, реж. Владимир Фетин – 1979
- „Звездопад“, реж. Игор Таланкин – 1981
- „Где-то гремит война“, реж. Артур Войтецкий – 1986

### Сценарии
- „Дважды рождённый“, реж. Аркадий Сиренко – 1983
- „Ненаглядный мой“, реж. Артур Войтецкий – 1983
- „Где-то гремит война“, реж. Артур Войтецкий – 1986

### Събрани съчинения
- Събрани съчинения в 4 т. – М.: Мол. гвардия, 1979 – 1981.
- Събрани съчинения в 6 т. – М.: Мол. гвардия, 1991 – 1992. (Видели свят том 1 – 3.)
- Събрани съчинения в 15 т. – Запис. Изкуство. и коментари. изд. – Красноярск. Офсет, 1997 – 1998.

## Награди

### Военни награди
- Медал „За победата над Германия във Великата отечествена война 1941 – 1945“.
- Медал „За освобождението на Варшава“ (1945)
- Орден на „Червена звезда“ (1944 – 45)
- Медал „За храброст“ (1943)
- Орден на „Отечествена война“ 1-ва степен (1985 г.) – като участник във Великата отечествена война, притежаващ военни награди.

### Награди за литературна и обществена дейност
- Орден за заслуги за отечеството, II степен (28 април 1999 г.) – за изключителен принос в развитието на руската литература.[7]
- Орден за приятелство на народите (25 април 1994 г.) – за голям принос в развитието на националната литература, укрепване на междуетническите културни връзки и ползотворни социални дейности.[8]
- Герой на социалистическия труд (Указ на Президиума на Върховния съвет на СССР от 21 август 1989 г. , Орденът на Ленин и медал Сърп и чук) – за големи заслуги в развитието на съветската литература и ползотворни социални дейности
- Орден на Червеното знаме на труда (1971, 1974, 1984)
- Орден за приятелство на народите (1981) – за годишнината на Съюза на писателите на СССР
- Държавна награда на СССР (1978) – за книгата „Цар-риба“[9]
- Държавна награда на СССР (1991) – за романа „Зрящият персонал“ (1988)
- Държавна награда на РСФСР на името на Максим Горки (1975) – за разказите „Проход“ (1959), „Кражба“ (1966), „Последен поклон“ (1968), „Пастир и овчарка“ (1971)
- Държавна награда на Руската федерация (1995) – за романа „Проклет и убит“[10]
- Награда „Пушкин“ на фондация „Алфред Тоепфер“ – (Германия, 1997 г.)
- Държавна награда на Руската федерация (2003 г. – посмъртно)[11]
- Награда „Александър Солженицин“ (2009 г. – посмъртно)
- Награда „Триумф“.

## Памет
- В родината на писателя, в село Овсянка, се намира библиотека-музей В. П. Астафиев, построена през 1994 г. по инициатива и с активното участие на Виктор Петрович. Библиотеката-музей Астафьевск работи активно за опазване, изследване и популяризиране на наследството на сънародника си, като си сътрудничи с библиотеки, музеи, образователни институции, издателства, журналисти, изследователи, литературни и художествени работници.
- На 29 ноември 2002 г. в с. Овсянка е открита мемориалната къща-музей Астафиев. Документи и материали от личния фонд на писателя се съхраняват и в Държавния архив на Пермския край. В Чусовой има и къщата-музей на Астафиев.
- На 30 ноември 2006 г. в Красноярск е открит паметник на Астафиев. Скулпторът е Игор Линевич-Яворски.
- Литературният музей в Красноярск носи името на Астафиев.
- В Красноярск, в къща № 14 на микрорайон Академгородок, където писателят е живял и творил от 1980 до 2001 г., е поставена паметна плоча.
- В Перм, на ул. „Ленин“ № 84, където писателят е живял и творил през 60-те години, във Вологда, на ул. „Ленинградская“, където е живял Астафьев, на сградата на железопътната гара Чусовой са поставени паметни плочи.
- Необичаен паметник на Виктор Астафиев се намира недалеч от магистралата, водеща от Красноярск до Дивногорск. Паметникът представлява огромна есетра, която разкъсва мрежи – риба, която е посветена на една от най-известните истории на писателя – „Цар-риба“. Около паметника има малка зона за отдих и наблюдателна площадка с изглед към течащия отдолу Енисей и с. Овсянка. Автор на проекта за скулптурната композиция е бизнесменът от Красноярск Евгений Пащенко.
- Училища в Игарка, в Железногорск, с. Подтьосово, Красноярски лицей № 19 (бивш ФЗО-1, който писателят е завършил), Красноярски държавен педагогически университет носят името на Астафиев.
- Танкер (по-рано „Ленанефт-2035“) носи името на Астафиев.[12]
- В Новосибирск, в ж.к. Затулински, е открита библиотека на името на В. П. Астафиев.
- Документален филм „Виктор Астафиев“ (Ленинградско студио за документален филм, 1984 г., режисьор Е. Давлетшина)
- Документален филм (2010 г., режисьор Андрей Зайцев) „Виктор Астафиев. Весел войник“

## Футболна купа „Астафиев“
През 1996 г. Красноярският детско-юношески футболен клуб „Октябрски“ организира турнир на името на Виктор Астафиев. Организатори на състезанието са президентът на DUFC Владимир Коннов и неговият заместник Алексей Чудновец, които канят писателя да дойде да гледа мачовете. По-късно Чудновец признва, че пристигането на Астафиев е планирано да бъде направено като „независима награда“ за младите футболисти:
Пристигането му в гимназията на 106-о училище нашумява в редиците на младите футболисти, ритъмът на играта се удвоява, децата се борят за победа, а един от главните герои на мача буквално избухна в сълзи от разочарование, когато близката победа в последните секунди отива при съперниците му. Играта прави силно впечатление на Виктор Петрович и той раздава награди на победителите с голямо удоволствие и търпеливо раздава автографи на книгите си на всички момчета, подредени на опашка .
Самият писател казва, че в началото е бил недоверчив към турнира. Мнението му обаче се променя драстично след посещение на един от мачовете:
| „ | Честно казано, някак си се отнасях с подозрение към този турнир. Ами малки момчета си играят, познават ли ме? Имам ли нужда от този вид футбол? Но се поддадох на убеждението на Льоша, и дойдох. И станах свидетел на интересно изпълнение. Единият отбор е явно по-силен, печели три гола, но след това по-слабите си вземат акъла, изиграват една, после втората топка – тях, по-слабите, всички вече ги съжаляват а те успяват да спечелят. Поздравления се приемат. И гледам: момче от губещия отбор седи на пейка при това един от най-добрите играчи, които са вкарали много голове, и плаче. Да, толкова е горчиво! Веднага разбрах: нека бъде турнирът. И вече не се съмнявах. Оттогава съм на всеки финал. | “ |

Първоначално в Купата на Астафиев участват само ученици от Красноярск, а турнирът се провежда в гимназията на училище номер 106. От 1999 г. състезанието получава статут на междурегионално и се премества в Спортния дворец на името на Яригина е едно от най-големите спортни съоръжения в Красноярск. Купата на Астафиев се провежда на стадионите „Юность“ и „Рассвет“, а нейните участници са предимно ученици на футболни училища в Красноярската територия
До 2000 г. Виктор Астафиев присъства на всички мачове от турнира от свое име и присъжда награди на победителите и най-добрите играчи. Основната награда на Купата е книгата на писателя, подписана лично от него. Също така отборът победител получава чаша с образа на „Цар Риба“ – един от главните герои в произведенията на Астафиев.
През 2000 г. писателят възлага на клуб „Октябрски“ да осигури годишния турнир. През март 2001 г. Астафьев написва заявление за членство в DUFC, след като получава членска карта номер 1. Сега всички документи, заедно с трофея и знамето на турнира, се съхраняват в Литературния музей „Астафиев“.

## Цитати
Всеки, който забравя изминалата война, подготвя бъдещата.